# Cantone di Baigneux-les-Juifs
Il Cantone di Baigneux-les-Juifs era una divisione amministrativa dell'arrondissement di Montbard.
A seguito della riforma approvata con decreto del 18 febbraio 2014, che ha avuto attuazione dopo le elezioni dipartimentali del 2015, è stato soppresso.

## Composizione
Comprendeva i comuni di:
- Ampilly-les-Bordes
- Baigneux-les-Juifs
- Billy-lès-Chanceaux
- Chaume-lès-Baigneux
- Étormay
- Fontaines-en-Duesmois
- Jours-lès-Baigneux
- Magny-Lambert
- Oigny
- Orret
- Poiseul-la-Ville-et-Laperrière
- Saint-Marc-sur-Seine
- Semond
- Villaines-en-Duesmois
- La Villeneuve-les-Convers